# Ağsu FK
Ağsu FK (ázerbájdžánsky: Ağsu Futbol Klubu) je ázerbájdžánský fotbalový klub sídlící ve městě Ağsu. Klub byl založen v roce 2012. Ve své první sezóně se klubu podařilo zvítězit v Birinci Divizionu, ovšem svaz klubu pro následný postup do Premyer Liqası neudělil licenci.
Své domácí zápasy odehrává na stadionu Ağsu şəhər stadionu s kapacitou 3 000 diváků.

## Umístění v jednotlivých sezonách
Zdroj: 
Legenda: Z – zápasy, V – výhry, R – remízy, P – porážky, VG – vstřelené góly, OG – obdržené góly, +/- – rozdíl skóre, B – body, červené podbarvení – sestup, zelené podbarvení – postup, fialové podbarvení – reorganizace, změna skupiny či soutěže
| Ázerbájdžán (2012 – ) |                   |        |    |    |   |   |    |    |     |    |        |
| Sezóny                | Liga              | Úroveň | Z  | V  | R | P | VG | OG | +/- | B  | Pozice |
| 2012/13               | Birinci Divizionu | 2      | 24 | 20 | 3 | 1 | 65 | 18 | +47 | 63 | 1.     |
| 2013/14               | Birinci Divizionu | 2      | 30 | 17 | 7 | 6 | 56 | 26 | +30 | 58 | 4.     |
| 2014/15               | Birinci Divizionu | 2      | 30 | 21 | 4 | 5 | 70 | 22 | +48 | 67 | 2.     |
| 2015/16               | Birinci Divizionu | 2      | 26 | 13 | 8 | 5 | 46 | 29 | +17 | 47 | 3.     |
| 2016/17               | Birinci Divizionu | 2      | 26 |    |   |   |    |    |     |    |        |